# Conde de Floridablanca
José Moñino y Redondo, I conde de Floridablanca (Murcia, 21 de octubre de 1728-Sevilla, 30 de diciembre de 1808), fue un político español que ejerció el cargo de secretario del Despacho de Estado entre 1777 y 1792 y presidió la Junta Suprema Central, creada en 1808. En 1773, el rey Carlos III le concedió el título de conde de Floridablanca como reconocimiento a sus servicios.

## Biografía

### Primeros años
José Moñino nació en Murcia en 1728, como hijo primogénito de un oficial mayor, archivero y escribano del Obispado de Cartagena. Inició sus estudios en el Seminario Mayor de San Fulgencio de Murcia y después en la Universidad de Orihuela, donde se graduó en Leyes. Posteriormente se doctoró en derecho en la Universidad de Salamanca, profesión que ejerció junto a su padre durante algún tiempo. Sus contactos como abogado con personajes influyentes, como el duque de Alba o Diego de Rojas y Contreras, le facilitaron la entrada en el Consejo de Castilla como fiscal de lo criminal en 1766. Allí estableció una relación estrecha con Campomanes, consagrándose ambos en la defensa de las prerrogativas de la Corona frente a otros poderes y en particular contra la Iglesia (regalismo).
En 1767 actuó contundentemente contra los instigadores del motín de Esquilache en Cuenca y colaboró con Aranda y Campomanes en la expulsión de los jesuitas de los territorios de la Corona española ese mismo año. En 1772 fue nombrado embajador plenipotenciario ante la Santa Sede, donde influyó en Clemente XIV para obtener la disolución definitiva de la Compañía de Jesús, objetivo que alcanza en 1773. En premio a estos servicios, Carlos III le nombró conde de Floridablanca ese mismo año.

### Etapa ministerial

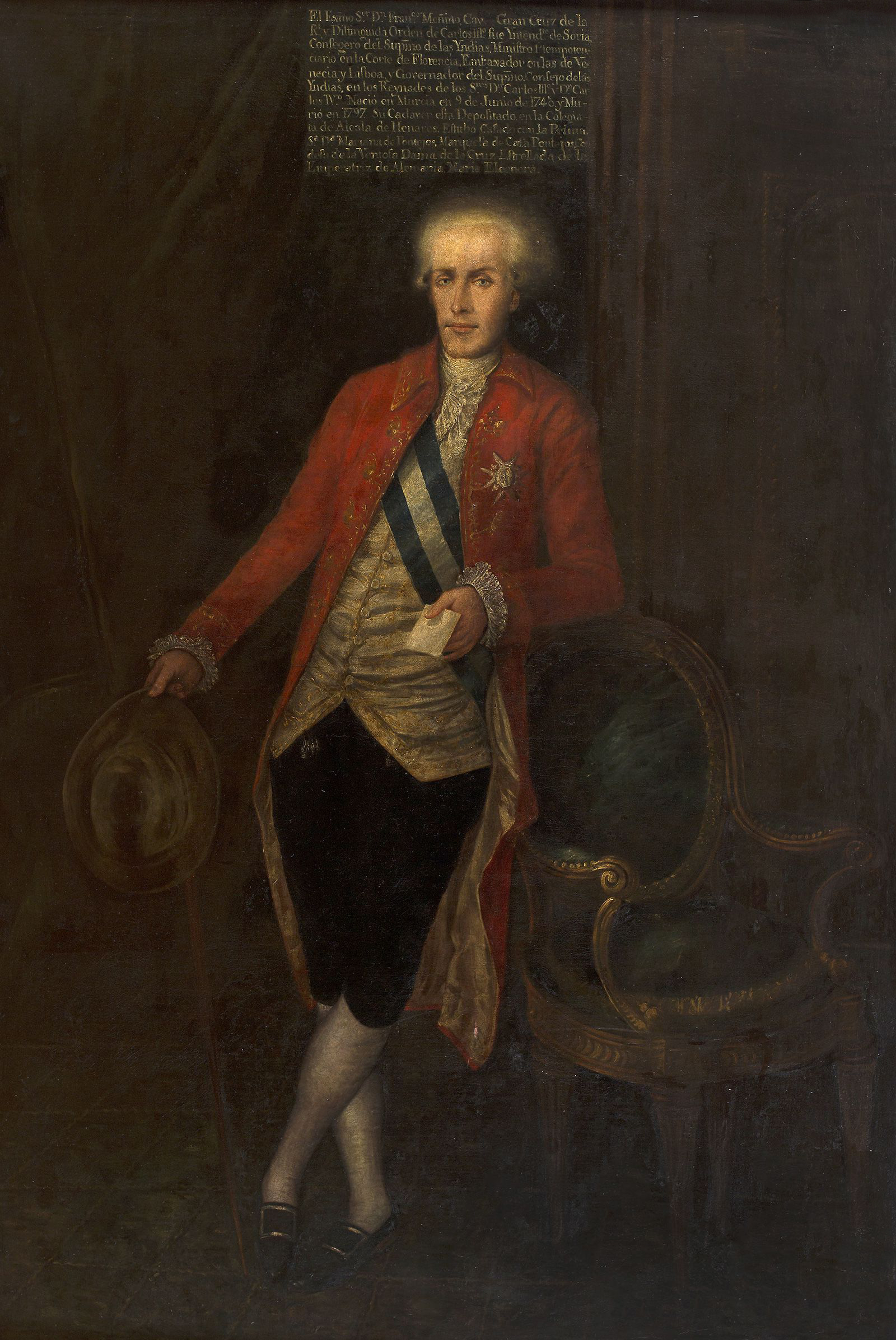
Francisco Moñino, hermano menor del conde de Floridablanca, quien llegó a ser embajador en la República de Venecia y Lisboa y Presidente del Consejo de Indias. Retrato atribuido a Folch de Cardona.

El 19 de febrero de 1777 tomó posesión como titular de la Secretaría del Despacho de Estado, cargo que ostentaría hasta el 27 de febrero de 1792, ocupando interinamente la Secretaría de Estado y del Despacho de Gracia y Justicia entre 1782 y 1790. 
El conde de Floridablanca creó en el año 1785 la Dirección General de Caminos, naciendo en 1799 la Inspección General de Caminos y Canales.
Floridablanca orientó la política exterior de Carlos III hacia un fortalecimiento de la posición española frente a Gran Bretaña, motivo por el que interviene en la Guerra de Independencia de los Estados Unidos junto a Francia y las colonias rebeldes en contra del reino británico (1779-1783), gracias a lo cual consiguió recuperar Menorca (1782) y Florida (1783). Sin embargo, no fue capaz de tomar Gibraltar tras el Gran Asedio. Potenció también la amistad con los príncipes italianos de la Casa de Borbón y con Portugal (con la que firma un tratado de amistad en 1777, el tratado de San Ildefonso, por el que obtuvo las islas africanas de Annobón y Fernando Poo).

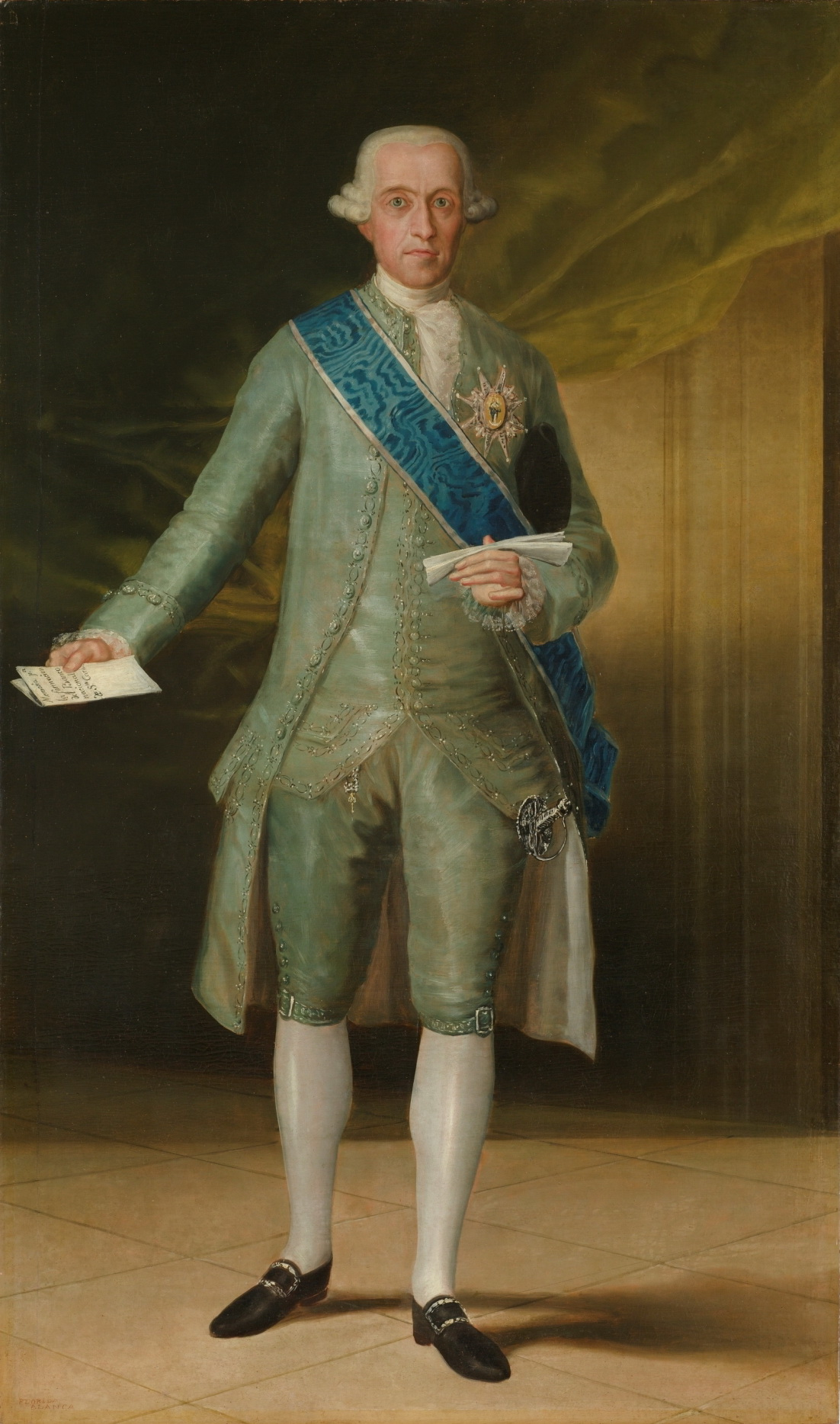
Floridablanca pintado por Goya (Museo del Prado).

Pronto se vio enfrentado al partido aragonés que encabezaba el conde de Aranda, pues Floridablanca pretendía reequilibrar las instituciones de la monarquía dando más peso al estilo de gobierno ejecutivo de las Secretarías de Estado y del Despacho, mientras que Aranda defendía el estilo tradicional que representaban los Consejos. En esa línea creó en 1787 la Junta Suprema de Estado (presidida por él mismo), que respondía a la idea de coordinar las distintas secretarías en una especie de Consejo de Ministros, obligando a todos los secretarios a reunirse una vez por semana.
Ante esta situación, Floridablanca quiso abandonar su cargo, sin resultado, puesto que el testamento real estipulaba que el hijo y sucesor del rey Carlos III debía mantener su confianza en él. En 1789 el pueblo de Madrid, en múltiples panfletos, acusaba a Floridablanca de robo y de deslealtad a la Corona. Este quiso dimitir, decisión no admitida por Carlos IV, el cual creó varias secretarías (Gracia y Justicia, Real Casa y Patrimonio) para aliviar los trabajos de Floridablanca.
Antaño reformista, los sucesos de la Revolución francesa hicieron cambiar de forma radical su punto de vista político, convirtiéndose en abanderado de una fuerte reacción, que lleva al encarcelamiento de Francisco Cabarrús y la caída en desgracia de Jovellanos y Campomanes. El 18 de junio de 1790 sufrió un atentado, del que escapó ileso. Dos años más tarde Carlos IV le destituyó y fue apresado en su casa de Hellín. La subida al poder de Aranda le llevó a la cárcel en la ciudadela de Pamplona, bajo acusaciones de corrupción y abuso de autoridad. A la caída de Aranda, sustituido por Manuel Godoy, fue liberado (1794). Sin embargo, Floridablanca no volvió a intervenir en asuntos políticos y se retiró a su ciudad natal, Murcia.
Bajo su mandato se construyó el Canal Imperial de Aragón, del que todavía hoy depende el abastecimiento de agua potable de numerosos municipios, entre ellos Zaragoza, y el regadío de 26 500 ha de terreno entre Aragón y Navarra.

### Oposición a la invasión napoleónica
Tras el levantamiento de Madrid contra los franceses (2 de mayo de 1808), José Moñino organizó la Junta Suprema de Murcia. Apoyó la candidatura de la infanta Carlota Joaquina de Borbón a la regencia, en nombre del rey Fernando VII. Poco después fue nombrado presidente de la Junta Central Suprema, creada en Madrid y Aranjuez tras la victoria de Bailén, que había permitido a los españoles recuperar la capital y reunir allí delegados de las distintas juntas surgidas en el territorio. El 16 de diciembre, la junta tuvo que retirarse a Sevilla y Moñino falleció en esta a los pocos días, el 28 del mes.
| Predecesor: Jerónimo Grimaldi    | Secretario del Despacho de Estado 1777-1792                                                            | Sucesor: Pedro Pablo Abarca de Bolea, Conde de Aranda |
| Predecesor: Creación de la Junta | Presidente de la Junta Central Suprema y Gubernativa del Reino 1808 (25 de septiembre-30 de diciembre) | Sucesor: Vicente Joaquín Osorio de Moscoso y Guzmán   |